# سال مالی
سال مالی دوره‌ای‌ست که برای محاسبهٔ وضع مالی سالیانه در تجارت و سازمان‌های گوناگون کاربرد دارد. در حوزه‌های داوری، قوانین نظم‌دهندهٔ دربارهٔ حسابداری و مالیات هر دوازده‌ماه یک‌بار نیازمند گزارش‌هایی هستند، که البته این نیاز نیست که دورهٔ مورد نظر در قالب یک سالِ سال‌نامه‌ای (مانند از فروردین تا اسفند) باشد. سال‌های مالی در کشورها و تجارت‌ها متفاوت‌اند.
سال مالی در حقیقت یکی از مفروضات حسابداری است. فرض دوره مالی بر این تصور مبتنی است که فعالیت های اقتصادی واقع شده در عمر طبیعی یک شخصیت حسابداری، برای مقاصد گزارشگری مالی، به دوره های زمانی مصنوعی و ساختگی متعدد قابل تقسیم می باشد.

## ایران
به صورت عمومی سال مالی شرکتها برابر با سال شمسی است و از فروردین شروع می‌شود و تا پایان اسفند همان سال خاتمه می یابد. البته در شرکتهایی که به صورت هلدینگی اداره می شوند، گاها سال مالی شرکت اصلی از اول تیرماه تا پایان خرداد سال بعد یا از اول شهریور ماه تا پایان مرداد ماه سال بعد تعیین شده است. همچنین برخی از شرکتهای ایرانی برای تطابق با سال میلادی، سال مالی خود را از اول دیماه تا پایان آذر سال بعد تعیین کرده اند.

## بریتانیا
در پادشاهی متحده بریتانیا سال مالی را گاه به سال مالیاتی می‌گویند، سالی که قانون آن را برای گزارش‌های مالیاتی افراد در نظر گرفته‌است و معمولاً برای سال‌های حسابداری که شرکت‌ها از آن استفاده می‌کنند استفاده نمی‌شود. برابر سال مالی که به شرکت‌ها اعمال می‌شود، دورهٔ مرجع حسابداری (به انگلیسی: accounting reference period) است که معمولاً پایه‌های دوره حسابداری، که در اهداف مالیاتی مورد استفاده است، را شکل می‌دهد.

## آمریکا
در ایالات متحده آمریکا سال مالی از اول اکتبر شروع می‌شود و تا ۳۰ سپتامبر سال بعد میلادی ادامه دارد.